# Sara Fiorin
Sara Fiorin   (Seveso, 24 de setembre de 2003) és una ciclista italiana de carretera i pista que actualment corre per a l'equip Ceratizit Pro Cycling Team en categoria UCI Women's WorldTeam.
Una de les seves victòries més destacades és l'Umag Trophy Ladies

## Palmarès en ruta
- 2023
  - Vencedora d'una etapa al Giro Mediterraneo Rosa
- 2024
  - 1a a l'Umag Trophy Ladies
  - 1a a l'Omloop der Kempen
- 2025
  - Vencedora d'una etapa a la Volta a El Salvador

## Palmarès en pista
- 2020
  -  Campiona d'Itàlia en 500 metres júnior
  -  Campiona d'Itàlia en keirin júnior
  -  Campiona d'Itàlia en velocitat júnior
  -  Campiona d'Itàlia en d'eliminació júnior
- 2021
  -  Campiona d'Itàlia en keirin júnior
  -  Campiona d'Itàlia en velocitat júnior
- 2023
  -  Campiona d'Itàlia en persecució per equips

### Resultats a les Grans Voltes

#### Giro d'Itàlia
- 2025: Abandona a la 6a etapa.